# Cocarde tricolore en aéronautique militaire
Le présent article traite exclusivement de l'utilisation de la cocarde tricolore comme marque de nationalité dans le domaine militaire, particulièrement en aéronautique. Son périmètre est restreint aux principales puissances mondiales, belligérants des Première et Seconde Guerres mondiales.
Pour visualiser les cocardes des forces aériennes, voir l'article Marque d'identification des aéronefs, pour la France voir l'article cocarde tricolore.

## Allemagne
La cocarde tricolore existait dans l'armée allemande jusqu'en 1945, mais uniquement dans l'armée de terre (Heer). Elle reprenait les couleurs du drapeau impérial (Reich) : rouge à l'intérieur, blanc intermédiaire, noir à l'extérieur. Elle n'était utilisée que sur les coiffures d'uniformes : casque colonial des soldats intervenant en Deutsche Sudwest Afrika (actuelle Namibie), casquette des officiers et bonnet des soldats (Feldmutze) durant les deux guerres mondiales. Durant la Seconde Guerre mondiale, la cocarde ne changea pas, le drapeau du parti nazi, devenu celui du Troisième Reich, étant composé des mêmes couleurs que celui de l'ex-empire allemand dont il se voulait l'héritier. Cette cocarde ne figurait que sur les coiffures de l'armée régulière. Les unités paramilitaires du parti nazi (SA, SS, Waffen-SS etc.) avaient un uniforme distinct, tristement célèbre, avec une tête de mort (Totenkopf) sur la casquette.

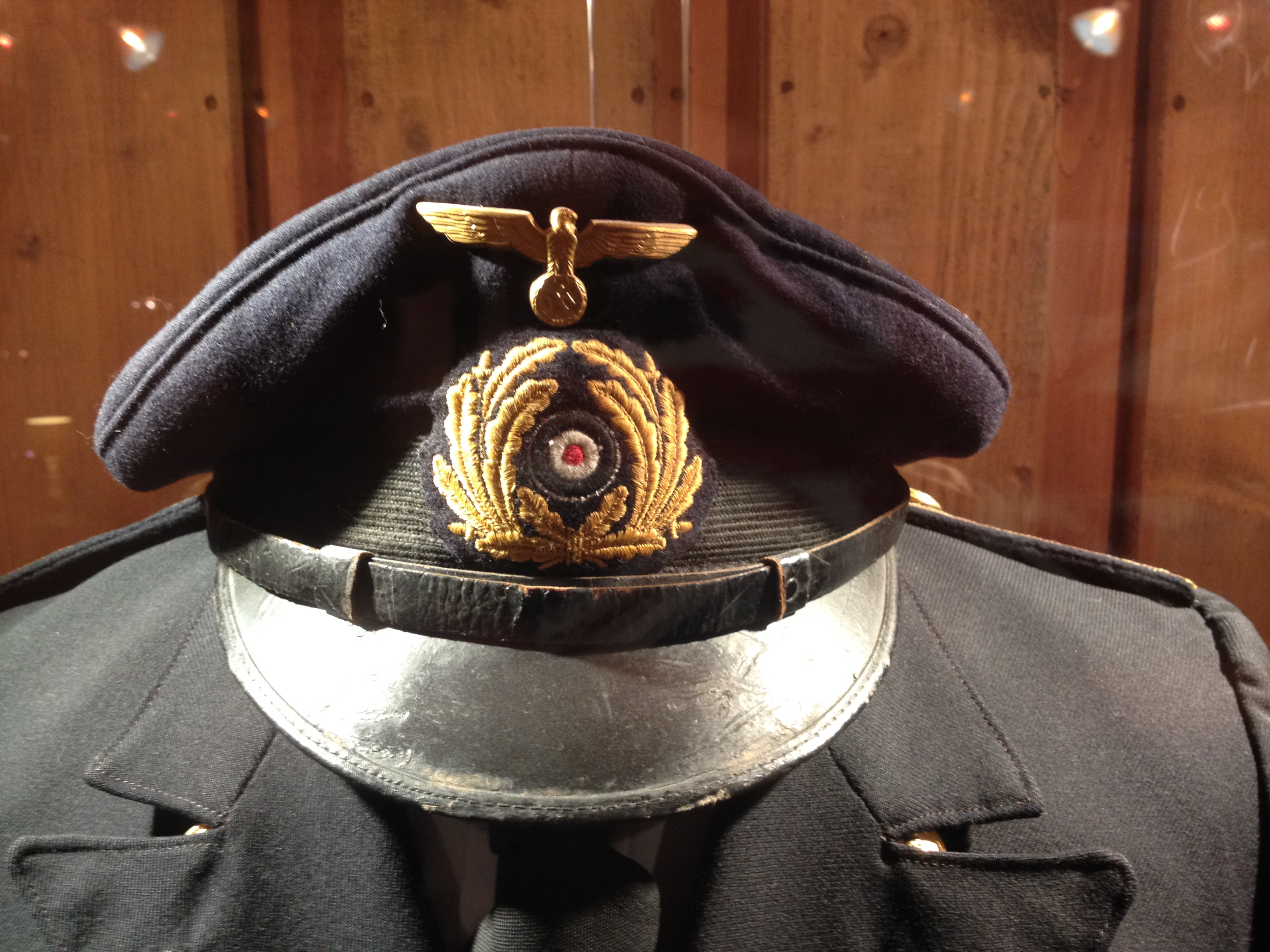
Cocarde allemande sur une casquette d'officier de marine, 2e guerre mondiale. Musée du Bunker de La Rochelle (17000), France.
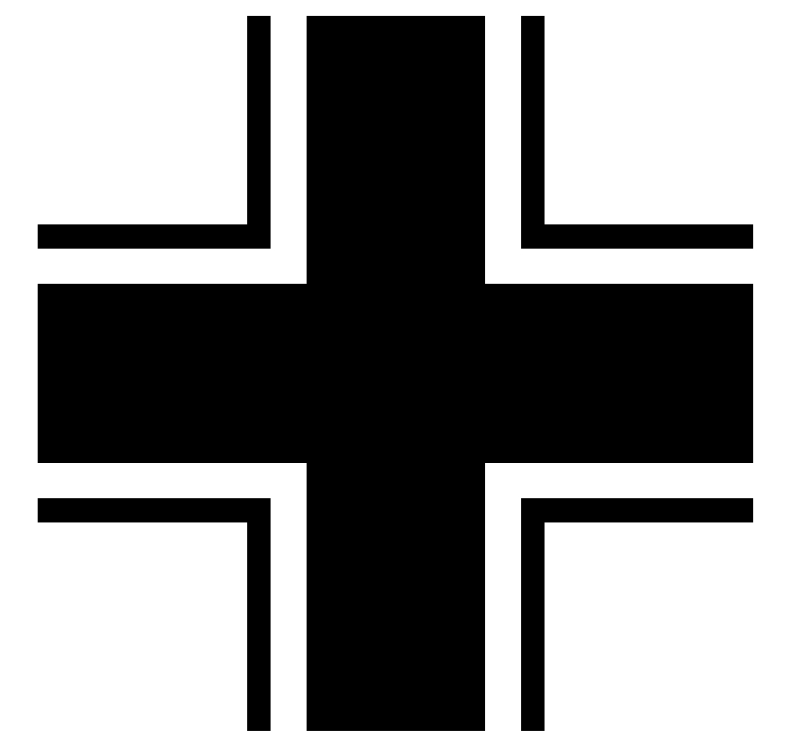
Croix droite Balkenkreuz de l'aviation allemande, Luftwaffe (1935-1945).

La cocarde n'apparaissait pas sur les engins militaires, la marque de nationalité étant la croix noire dite "latine" (croix droite) Balkenkreuz, associée, sur les aéronefs, à la croix gammée, insigne du parti nazi, sur la (ou les) dérive(s).

## Belgique
Le drapeau belge a les couleurs noir, jaune et rouge. La Belgique entra en guerre au côté des Alliés des août 1914 lorsque l'Allemagne l'envahit, violant sa neutralité. Elle adopta aussi la cocarde tricolore, avec le rouge à l'extérieur. Inchangée durant les deux guerres mondiales, cette cocarde est encore en vigueur de nos jours.

Cocarde des forces aériennes de la Belgique

## États-Unisd'Amérique
Avant l'entrée en guerre des États-Unis en 1917, des volontaires américains combattaient en France dans toutes les armes. Les aviateurs étaient regroupés au sein d'une escadrille La Fayette et combattaient sous les couleurs françaises. Lorsque les troupes américaines arrivèrent en Europe, elles comprenaient une composante aérienne, rattachée à l'armée de terre. Initialement désignée Aviation Section of the Signal Corps (section aérienne du corps des transmissions), elle fut rebaptisée United States Army Air Service en 1918. L'aviation américaine adopta d'abord une cocarde tricolore avec les couleurs du Drapeau des États-Unis, identiques à celles des drapeaux de la France et du Royaume-Uni : (de l'intérieur vers l'extérieur) blanc, rouge et bleu. Ces couleurs seront conservées jusqu'à nos jours, mais avec de nombreux changements dans la disposition :
- Rapidement fut adoptée une cocarde rappelant une partie du drapeau national : une étoile blanche dans un rond bleu, avec un cercle rouge au centre. Disposition fondamentalement identique à la cocarde britannique, à la différence que l'étoile remplaçait l'anneau blanc intermédiaire. Cette cocarde demeura en vigueur sur tous les avions américains, quel que soit leur type ou leur armée (terre, marine ou Marines) jusqu'au 18 août 1942.

- À cette date, le disque rouge central fut supprimé pour éviter les confusions avec l'emblème japonais[1] (voir ci-dessous la section Grande-Bretagne).

- En juillet 1943 deux rectangles blancs furent ajoutés de part et d'autre du disque bleu, d'abord avec une bordure rouge, puis avec une bordure bleue[2]. Sur les avions de l'United States Navy qui étaient intégralement peints en bleu foncé (glossy sea blue) cette bordure disparaissait, et seuls l'étoile blanche et les deux rectangles blancs se détachaient.

- La cocarde actuelle date de 1947, avec deux bandes rouges horizontales ajoutées dans les rectangles blancs à bordure bleue.

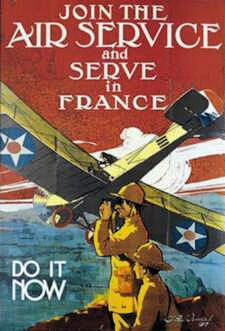
Affiche pour rejoindre l'Air Service durant la Grande Guerre. La cocarde à l'étoile blanche figure sous les ailes.
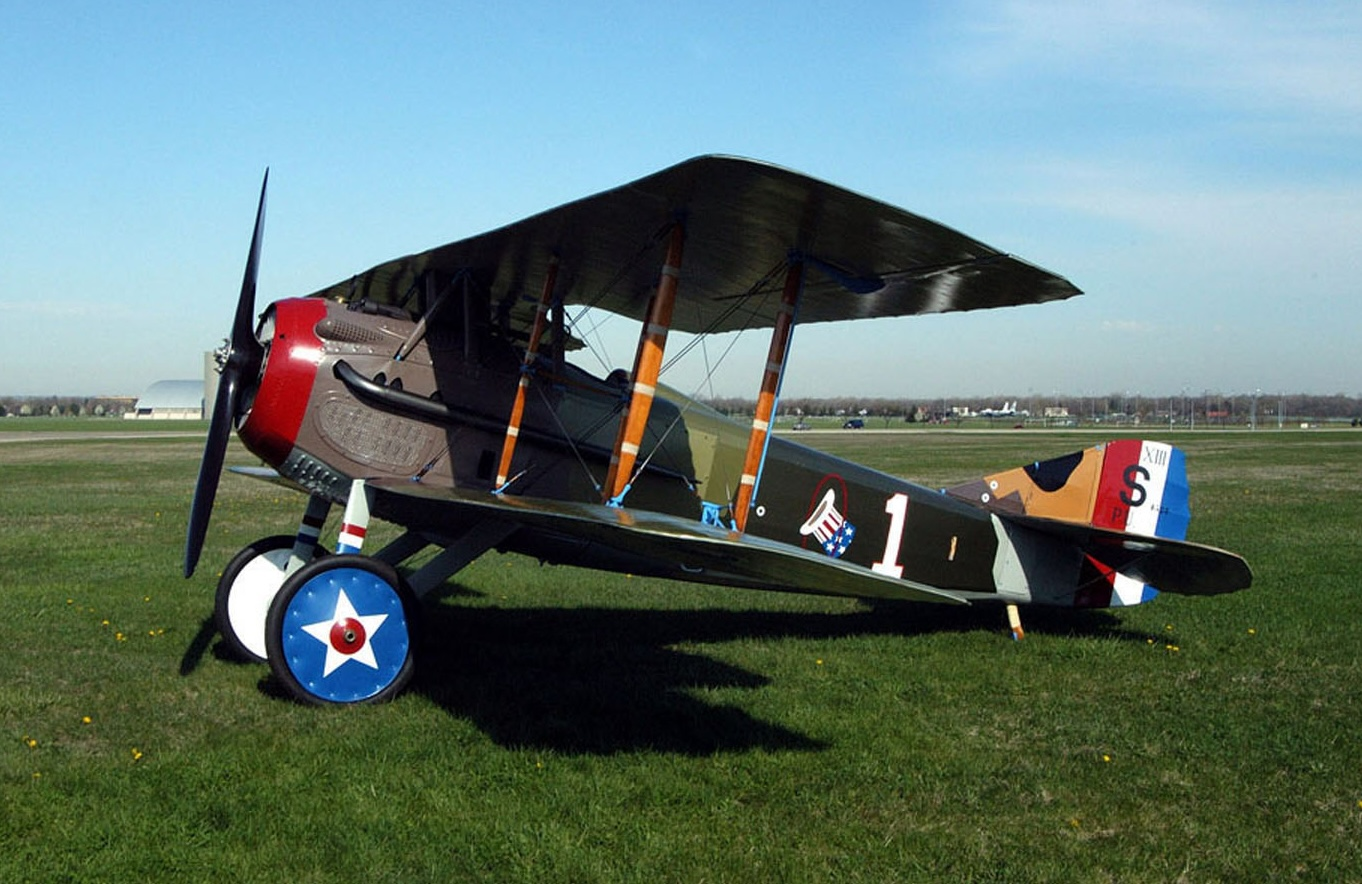
Reconstitution du chasseur SPAD S.XIII de l'as américain Eddie Rickenbacker. La cocarde à l'étoile blanche figure sur les roues du train d'atterrissage.

Evolution de la cocarde des États-Unis :

## En France

### Origines et grande guerre
Le 21 novembre 1911, en prévision d’un futur conflit, la décision officielle est prise de faire figurer sur tous les appareils militaires français un emblème national unique. On choisit la cocarde tricolore, évocation des grandes heures de la Révolution française. Elle devra être placée sous les ailes de l’appareil. Ce n’est que dans le courant de l’année 1912 que les premiers avions français en seront ornés. En complément, les aéronefs portaient le drapeau tricolore sur le gouvernail, également appelé "gouverne de direction". Ce drapeau sera abandonné dans les années 1970.

### Seconde Guerre mondiale
Au début de la Seconde Guerre mondiale, en septembre 1939, la cocarde tricolore continuait à orner tous les avions français. Comme en 1914, elle était de plus grandes dimensions sur les ailes que sur le fuselage, voire dans certains cas absente de celui-ci. C’était le cas notamment sur les chasseurs de l'armée de l'air, dont le fuselage était orné d'un insigne d'escadrille de grandes dimensions, souvent hérité des escadrilles de 1914-1918. À la déclaration de guerre, en septembre 1939, l’ordre fut donné de supprimer ces insignes ou au moins réduire leurs dimensions. Ce qui permit d'apposer systématiquement la cocarde sur les flancs du fuselage.
Les appareils de l'aéronavale, composante de la Marine nationale française et non de l'armée de l'air, se distinguaient par l'ancre de marine noire inscrite sur la cocarde. Cette cocarde était la même que les appareils soient bases à terre ou embarqués sur porte-avions ou autres bâtiments de guerre. Cette cocarde est demeurée inchangée (seule la taille de l'ancre évolue) de la création en 1914 de l'aéronautique navale jusqu'à nos jours, à travers les deux guerres mondiales et les guerres de décolonisation (guerre d'Indochine, guerre d'Algérie).

Cocarde des aéronefs de l'armée de l'air.
Cocarde des aéronefs de l'aéronautique navale.

Après la défaite de la France en juin 1940, l'armée de l'air se scinda en deux forces aériennes françaises antagonistes :
- L'armée de l'air du régime de Vichy (nouvelle capitale située en zone non occupée par les Allemands) dirigé par le maréchal Pétain.
- Les Forces Aériennes Françaises Libres (FAFL) reconnaissant le seul général de Gaulle comme détenteur de la légitimité de la République.

En ce qui concerne l'aéronavale, elle demeura intégralement fidèle aux autorités officielles en place, c'est-à-dire le régime de Vichy. La France Libre comprenait une composante navale, les Forces Navales Françaises Libres (FNFL), mais celle-ci était trop petite pour posséder une composante aéronavale.
L'Armée de l'air de Vichy conserva inchangée la cocarde tricolore, associée à des marques distinctives imposées par la commission d’armistice allemande, empêchant toute tentative de camouflage. C’étaient des rayures horizontales jaunes et rouges alternées (surnommées "bandes d'esclave") sur les capots-moteurs et les empennages ainsi que l’arrière du fuselage. Certains appareils portaient de plus des bandes tricolores obliques sur le fuselage et les ailes, d’autres portaient une bande blanche horizontale, de 10 centimètres d’épaisseur, sur le fuselage. Cette bande devait s’étendre sur 1,50 mètre au moins de part et d’autre de la cocarde de fuselage, qui était entourée d’une bordure blanche de 5 centimètres d’épaisseur
Les FAFL adoptèrent une cocarde différente selon les théâtres d'opérations :
- Les unités basées en Grande-Bretagne volaient sur du matériel britannique et portaient la cocarde britannique. Seul un drapeau français ou une croix de Lorraine miniature à l'avant (sous le cockpit) rappelait la nationalité des équipages. Il en était de même pour les pilotes belges, tchèques et polonais évadés du continent occupé et engagés dans la Royal Air Force.
- Les unités opérant en Afrique portaient une cocarde formée d’un rond blanc orné d'une croix de Lorraine (insigne de la France libre) rouge[8]. On ne peut que noter la forte similitude avec le drapeau de l'Angleterre (voir la section "Grande-Bretagne" ci-dessous) : croix rouge sur fond blanc.

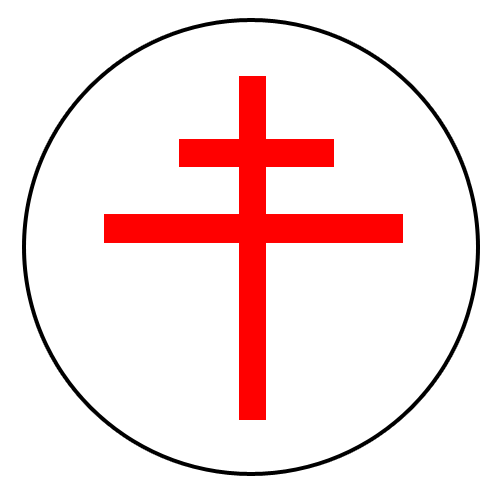
Drapeau de l'Angleterre.

Après les événements de fin 1942 (débarquement allié en Afrique du Nord, invasion de la zone libre par l'Allemagne, sabordage de la flotte française à Toulon, assassinat de l'amiral Darlan, "dauphin" désigné par le maréchal Pétain) la réunification de l'armée française vit le retour de la cocarde nationale, désormais entourée d'un liséré jaune comme celle de la RAF.
Un cas particulier est constitué par le groupe de chasse "Normandie-Niemen" opérant sur le front de l'Est de novembre 1942 à mai 1945 : ses appareils Yak, fournis par l'Union soviétique, portaient l'étoile rouge soviétique sur les ailes et le fuselage, mais les mécaniciens français eurent une idée pour que les couleurs françaises volent tout de même sur le front de l'Est : ils peignirent en bleu-blanc-rouge les casseroles d'hélice et même, sur certains appareils, les jantes des roues principales. Un avion Yak ainsi décoré peut encore aujourd'hui être vu au Musée de l'Air et de l'Espace du Bourget, au nord de Paris.

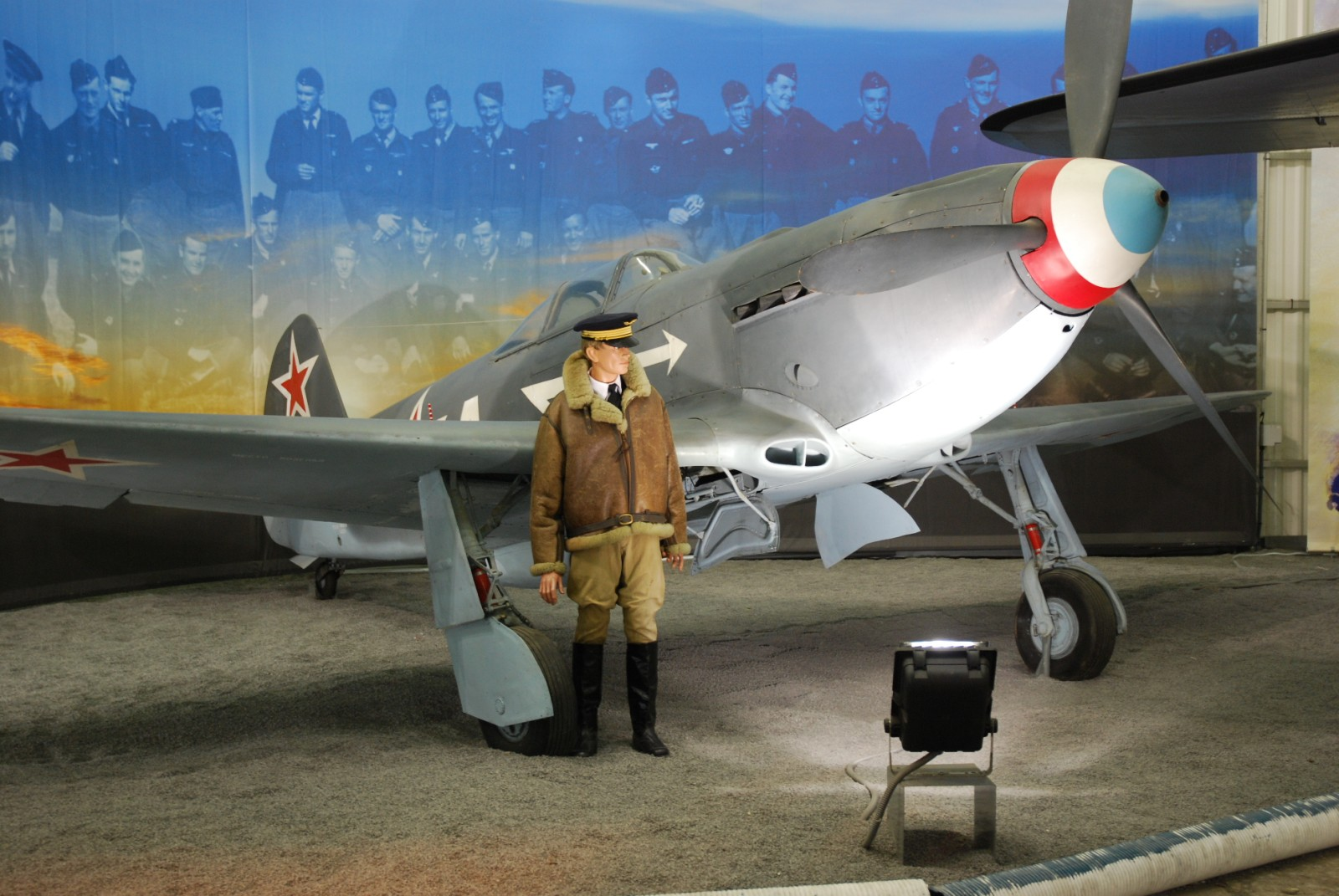
Un Yak 3 (01) au Musée de l'Air et de l'Espace du Bourget. La casserole d'hélice est peinte en bleu-blanc-rouge.

### Après guerre
La France conserva après 1945 la cocarde tricolore entourée d'un liséré jaune hérité de la Royal Air Force. La note no 154/EMGA du 31 janvier 1945 confirme l’utilisation de cocardes de 60 à 80 cm de diamètre bordées d’un liseré jaune de 3 cm. Cette cocarde devient le standard de l’après-guerre bien que certains appareils soient décorés d’une cocarde de dimensions plus imposantes, comme les Transall dans leur première décoration. Les avions de combat reçoivent des cocardes réduites à 40 cm de diamètre à partir de 1973 et l’arrivée des cocardes autocollantes dès le début des années 1980 provoque une réduction du diamètre à 30 cm avec disparition du liseré jaune en 1984. Les avions de transport et de liaisons portent pour leur part des cocardes de 60 cm.
La France n'a jamais adopté les cocardes "basse visibilité" comme d'autres pays de l'OTAN, sauf pour certains appareils de l'Aéronavale, notamment les Rafale embarqués sur porte-avions. Même si leurs dimensions sont réduites, les couleurs bleu et rouge des appareils de l'Armée de l'Air restent vives, contrairement aux cocardes britanniques modernes.

### Aéronefs non militaires
Outre la gendarmerie nationale, force à statut militaire chargée de la sécurité intérieure, la cocarde tricolore est aussi arborée par les aéronefs d'État non militaires : sécurité civile, douanes, etc.

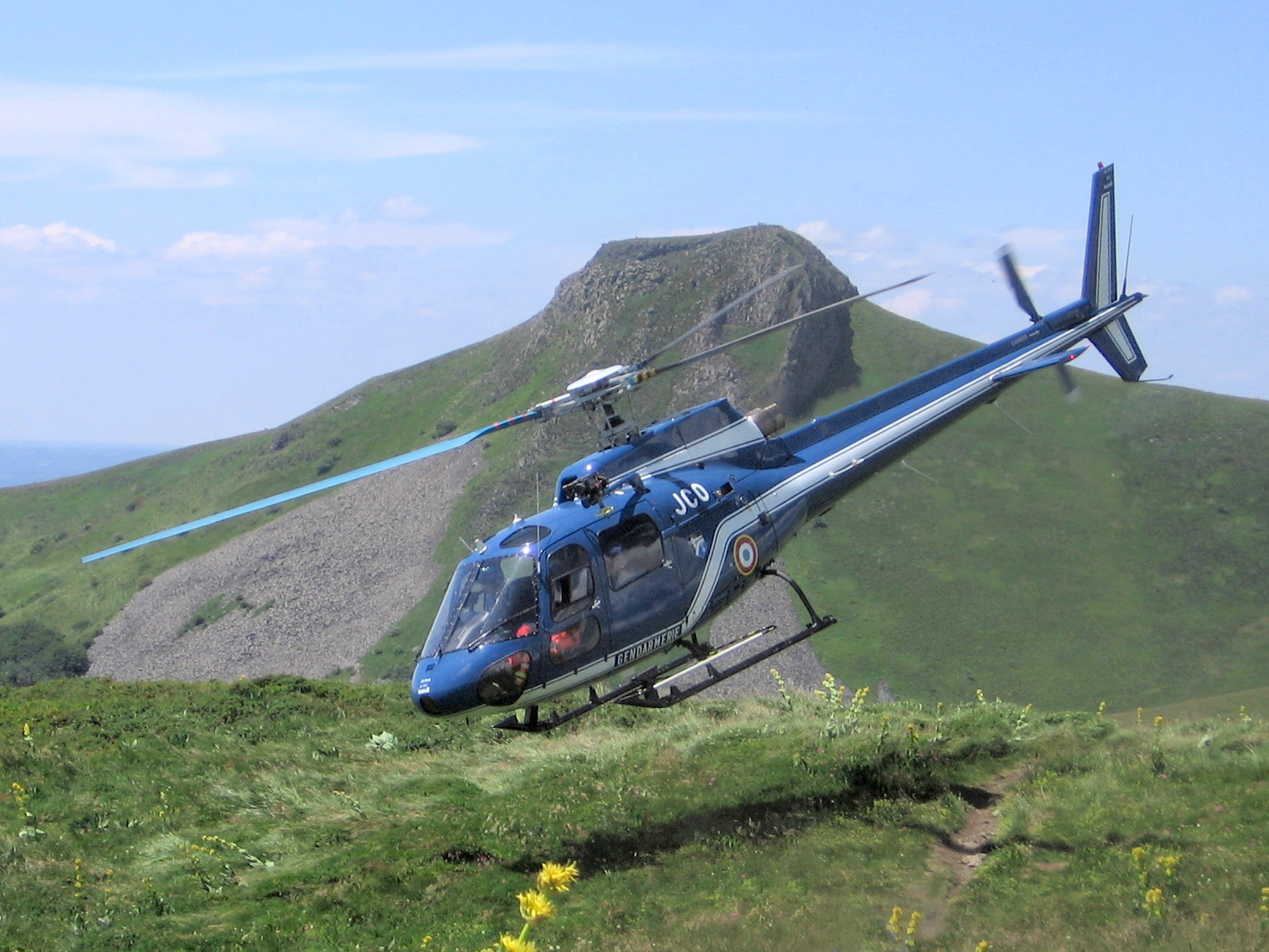
Hélicoptère de la Gendarmerie (France).
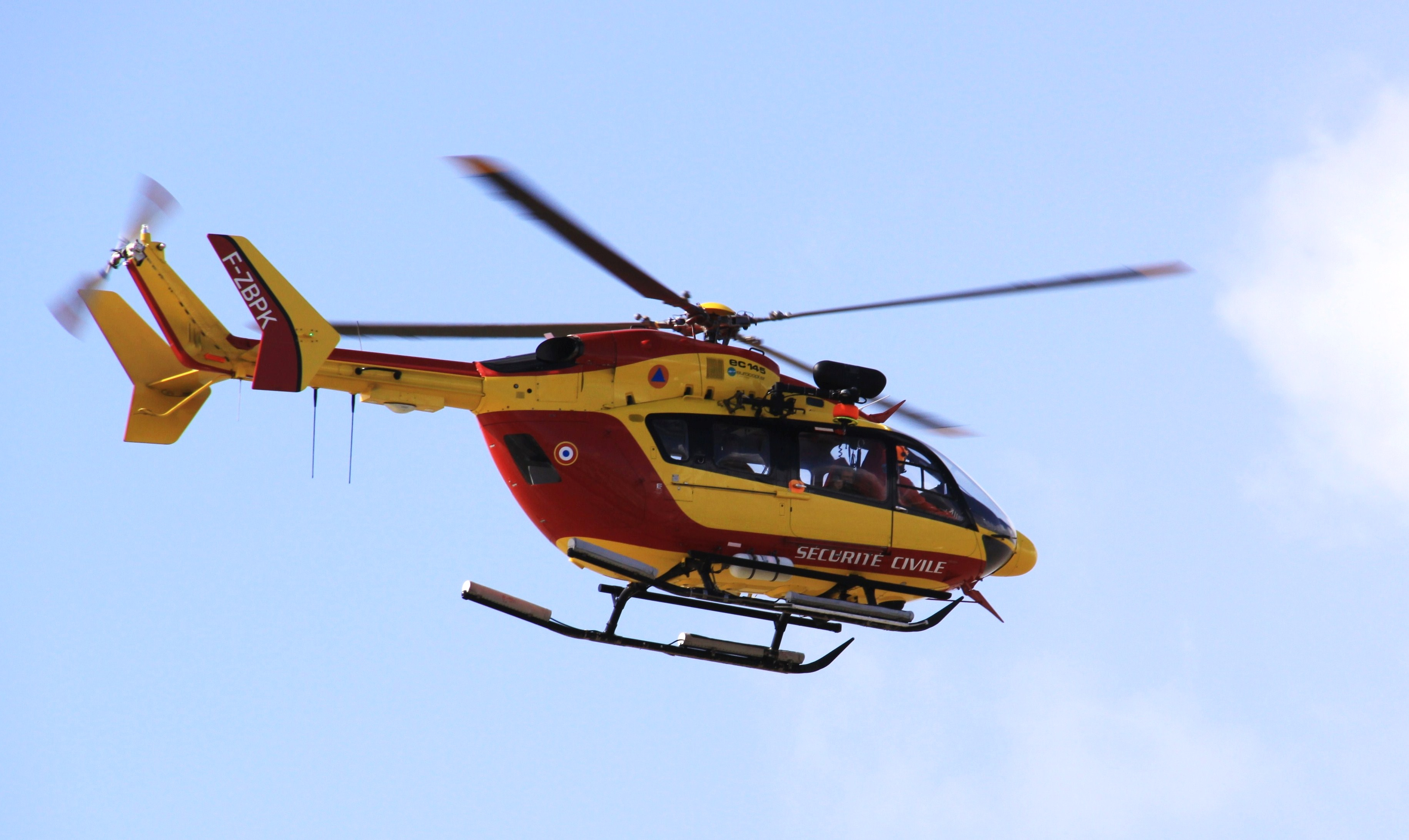
Un hélicoptère EC145 utilisé par la Sécurité Civile française.

## Grande-Bretagne

### Grande guerre
Au début de la guerre, les aéronefs de l'armée de terre (Royal Flying Corps) et de l'aéronavale (Royal Naval Air Service) portaient le drapeau national (Union Jack). Le problème est que, à grande distance, les formes se distinguent mieux que les couleurs. Une confusion était donc possible entre la croix rouge droite (croix de saint Georges), « héritée » du drapeau de l'Angleterre, qui forme le centre du drapeau britannique, et la croix noire droite (croix latine) qui identifiait une partie des avions allemands. L'autre partie portait la croix pattée, ou « croix de fer ». Les avions britanniques rentraient donc à leur base souvent criblés de balles, « amies » comme ennemies.

Drapeau du Royaume-Uni.
Drapeau de l'Angleterre.

Par chance, les drapeaux britannique et français sont composés des mêmes couleurs. Il en va de même du drapeau américain, ce qui présentera son utilité plus tard dans la guerre (voir ci-dessus la section États-Unis). Pour supprimer ce risque de confusion, les autorités britanniques adoptèrent donc (la date exacte varie selon les sources : novembre 1914, février 1915 ou début 1916) la cocarde tricolore des Français, mais en inversant l'ordre des couleurs, comme elles sont disposées sur l'Union Jack : le bleu à l'extérieur (le fond bleu est "hérité" du drapeau écossais), le blanc intermédiaire et le rouge au centre .
Les Britanniques poussèrent le mimétisme jusqu'à reproduire sur l'empennage un drapeau tricolore, comme sur les avions français, toujours en inversant les couleurs : le rouge à gauche, le bleu à droite. Ce drapeau, conservé jusqu'à la guerre froide, était peint sur la dérive, la partie fixe de l'empennage, alors que sur les avions français il était peint sur le gouvernail de direction, la partie mobile.

Cocarde britannique.
Drapeau de queue des avions britanniques.

### Entre deux guerres
Les pays du Commonwealth (Dominions) constituèrent leur propre force aérienne durant les années vingt ou trente, sur le modèle de la Royal Air Force créée en 1917. Tous adoptèrent la cocarde tricolore britannique.
Durant les années trente, la Royal Air Force adopta une nouvelle cocarde, de type AI : la cocarde tricolore est entourée d'un anneau jaune vif, pour mieux se détacher sur les surfaces sombres. Elle devenait donc quadricolore. Les bandes jaune, bleu et blanc sont d’égale largeur. Le disque rouge a le même diamètre. Le 27 avril 1939, la guerre paraissant de plus en plus inévitable, il est décidé de rendre les avions moins repérables au sol depuis le ciel. Les cocardes de type AI sont transformées en « type B », uniquement bleu et rouge. Cette cocarde sera conservée durant toute la guerre.

### Seconde Guerre mondiale

#### Extrême-Orient
Lorsque la Grande-Bretagne et les États-Unis entrèrent en guerre contre l'empire du Japon après le bombardement par celui-ci de Pearl Harbor le 7 décembre 1941, un nouveau problème se posa à eux : leurs cocardes comprenaient tous deux un cercle rouge central qui pouvait être confondu avec le disque rouge du soleil levant (Hinomaru) qui figure sur le drapeau du Japon et qui constitue l'insigne de nationalité des avions japonais. Il fut donc supprimé dans un premier temps, la cocarde devenant bicolore bleu et blanc. Il en fut de même des Dominions qui combattaient les Japonais aux côtés de la métropole : Australie et Nouvelle-Zélande. Puis par sécurité supplémentaire, la cocarde fut entourée de deux rectangles blancs comme la cocarde américaine. Cette cocarde demeura en vigueur jusqu'à la défaite du Japon en août 1945.

Drapeau du Japon.

### Après guerre
La cocarde bicolore est encore en vigueur de nos jours sur les appareils de la RAF, avec les couleurs bleue et rouge ayant perdu de leur intensité suivant le principe des marquages "basse visibilité".
Les pays du Commonwealth (Dominions) modifièrent leur cocarde tricolore en remplaçant le disque rouge central par un emblème national, toujours de couleur rouge (sauf pour l'Afrique du Sud, voir ci-dessous). Celui-ci était :
- Une feuille d'érable (figurant sur le drapeau national) pour le Canada. Son dessin fut simplifié en 1965.
- Un kangourou pour l'Australie.
- Un oiseau kiwi pour la Nouvelle-Zélande.
- Une antilope (springbok) bondissant pour l'Afrique du Sud. De plus les couleurs furent modifiées : l'antilope était orange et non rouge, et le cercle bleu extérieur devint bleu ciel.

Ces cocardes sont encore en vigueur de nos jours, excepté pour l'Afrique du Sud qui a changé plusieurs fois de cocarde, abandonnant le motif de la cocarde tricolore.

Cocarde utilisée par le Canada de 1946 à 1965.
Cocarde utilisée par le Canada depuis 1965.
Cocarde de l'Australie.
Cocarde de la Nouvelle-Zélande.
Cocarde de l'Afrique du Sud 1947-1958.

## Italie
Le drapeau italien a la même disposition que le drapeau français avec le vert remplaçant le bleu. Aussi dès leur entrée en guerre aux côtés des Alliés en 1915, les Italiens adoptèrent la cocarde tricolore, d'abord avec le vert à l'extérieur, puis avec le rouge à l'extérieur et le vert à l'intérieur.

La cocarde de l'armée de l'air italienne.

Cette cocarde fut supprimée sous la dictature de Benito Mussolini (1922-1943) et remplacée par l'insigne du parti fasciste : trois faisceaux de licteur romain noirs verticaux dans un disque blanc.
Après la chute de Mussolini (1943) la cocarde tricolore refit son apparition sur les appareils de l'aviation italienne co-belligérante contre l'Allemagne aux côtés des Alliés. Cette cocarde est encore en vigueur de nos jours.

## Paraguay
La formule de la cocarde tricolore est devenue quasi-universelle après la Seconde Guerre mondiale, lorsque de nombreux pays accédèrent à l'indépendance. Cependant le nombre de combinaisons est limité, car les drapeaux nationaux utilisent le plus souvent des couleurs primaires, qui sont reprises dans les cocardes. Deux pays ont exactement la même cocarde : la France et le Paraguay.
En effet le drapeau du Paraguay est bleu-blanc-rouge depuis sa création en 1812. Ses couleurs n’ont jamais changé, mais sa disposition, si : de 1813 à 1840 les bandes étaient verticales, comme sur le drapeau français. Depuis 1842 elles sont horizontales, comme sur le drapeau néerlandais.
Le Paraguay s'est doté d'une force aérienne, la Force aérienne paraguayenne à la fin des années 1920, ce qui en fait une des plus anciennes forces aériennes d'Amérique du Sud. Ses premiers avions ont été fournis par la France : des chasseurs monoplans Wibault 73 et des bombardiers légers Potez 25 A.2. Aucun conflit armé n'a jamais opposé la France et le Paraguay, de sorte que la similitude des cocardes n'a jamais provoqué de confusion.

Cocarde de la force aérienne du Paraguay.

## Autres pays
Après 1945, le nombre de pays membres de l'Organisation des Nations Unies (ONU) se multiplia de façon exponentielle avec l'accession à l'indépendance des ex-colonies françaises, britanniques, hollandaises, belges, portugaises, etc. en Afrique, au Proche et Moyen-Orient et en Asie. La plupart de ces nouveaux États se dotèrent d'une force aérienne, souvent avec le soutien financier et technique de l'ex-métropole. Ils adoptèrent en majorité une cocarde tricolore comme celle-ci.
Il est impossible de recenser ici tous les pays ayant une cocarde tricolore, mais celles-ci peuvent être visualisées dans l'article Marque d'identification des aéronefs.